# Möller & Co
Möller & Co var ett företag i Stockholm, grundat 1909 av John Möller. Efter 1918 expanderade verksamheten med bland annat kafferosteri och blev snart ett av Sveriges största  kolonialvaruföretag. Under 1950-talet startade företaget Sveriges första partihandel för restauranger, storkök, servicehandel och företagsmarknaden. År 1974 införlivades Möller & Co AB med Dagab.

## Företagets historia

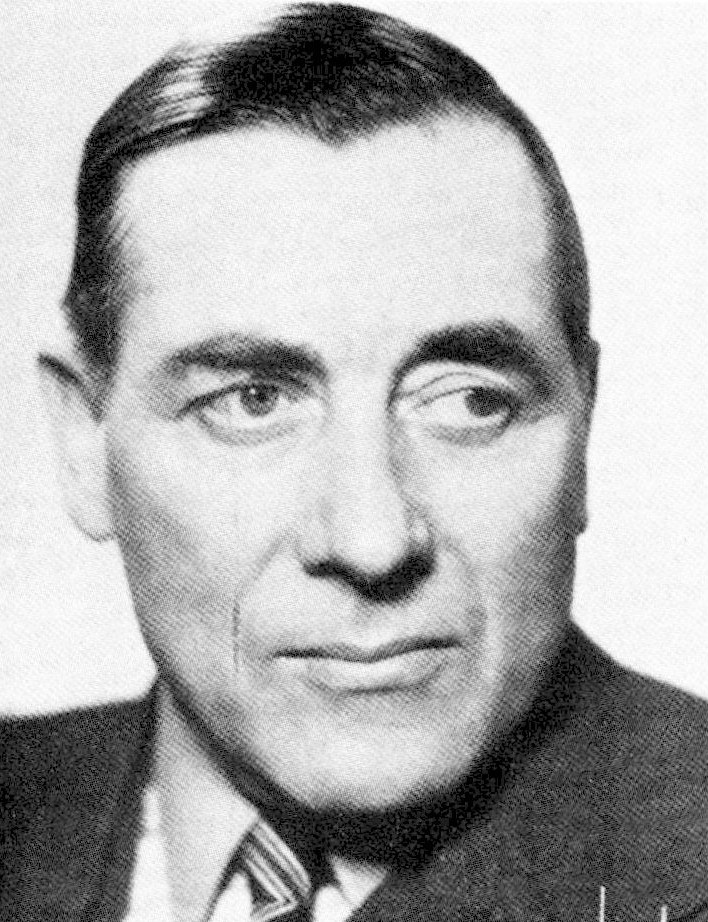
John Möller.

Firma Möller & Co grundades 3 april 1909 av John Möller, men drevs från 1910 av hans bror Henning Möller i en liten butik i Gamla stan, en engrosaffär med försäljning av ägg, ost och honung.
År 1918 ombildades företaget till aktiebolag, och följande år återinträdde John Möller i firman, vilken sedan drevs gemensamt med brodern. Under 1920-talet startade firman kafferosteri för varumärkena Regina, Drott och senare Möllers lyxmocca. År 1925 flyttade företaget till Folkungagatan på Södermalm i Stockholm och 1930 inköptes en fastighet på Åsögatan.
Efter John Möllers död 1944 drevs företaget under ledning av brodern Henning, som var VD 1918-59, och dennes son Hans Möller (född 1919), vilken var VD 1959-73.
Under 1940-, 50- och 60-talen, köptes ett flertal andra företag upp, bland annat Handelsab L E Anderson & co (LEA-bolaget) i Uppsala (1944),  Kockens AB (1947), Ernst Wahl & co AB i Sthlm (1961), AB Rudhe & co i Västerås (1962), Handels & importab Bröderna Larsson (Handelsbröderna) i Örebro (1963) och AB Bröderna Köhler i Norrköping (1966). 
Räkenskapsåret 1967-1968 var omsättningen 566,6 miljoner kronor och företaget räknade som kunder omkring 1 000 livsmedelsbutiker och lika många storhushåll och restauranger runtom i Sverige. År 1974 införlivades Möller & Co AB med Dagab AB som senare gick upp i Axfood.

## Fastigheten i Slakthusområdet

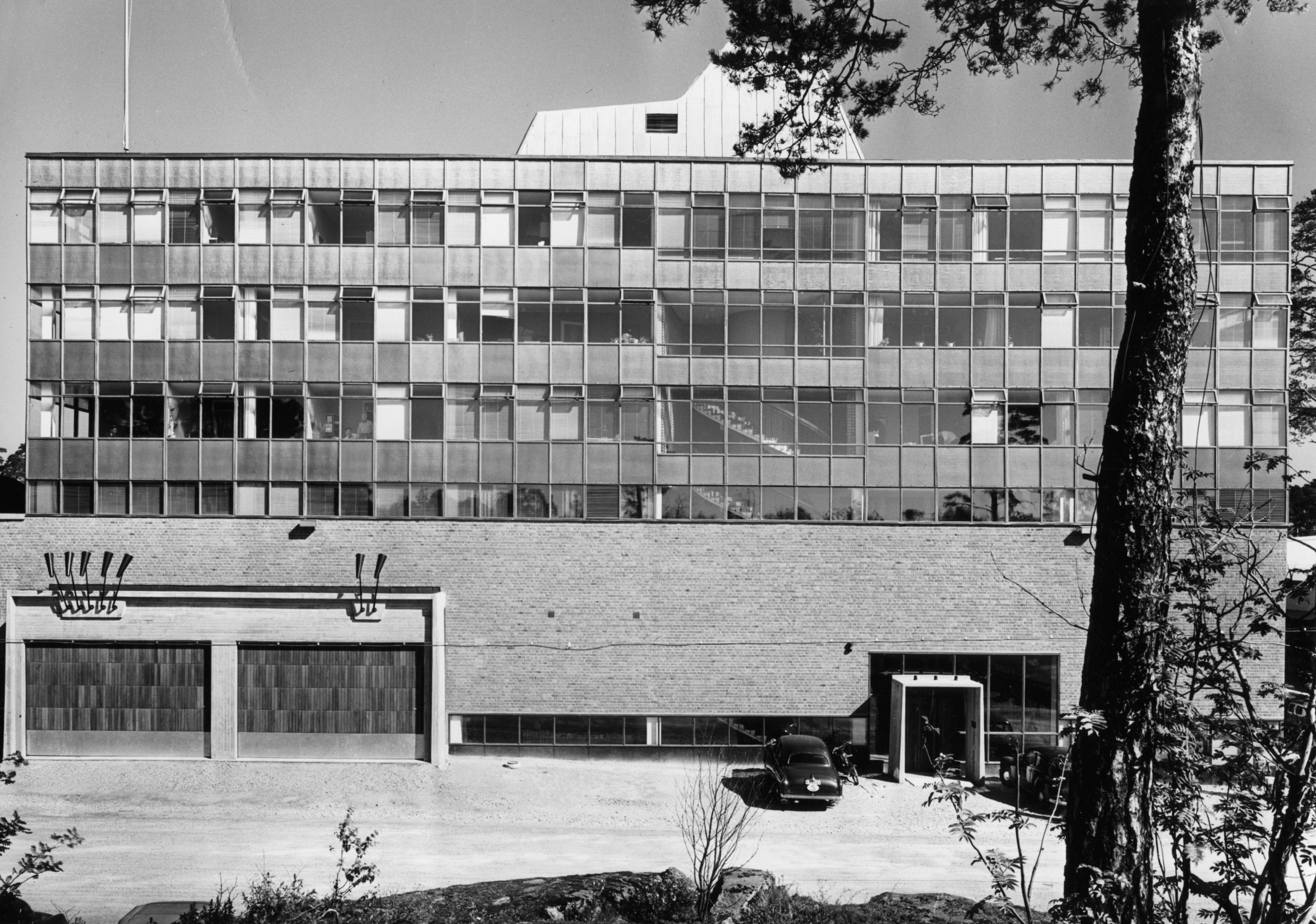
Kontorsdelen 1955

Mellan 1952 och 1968 uppfördes vid Hallvägen 21-23 i Slakthusområdet företagets nya kontors- och industrihus. Byggnaden i kvarteret Charkuteristen 5 ritades av Ralph Erskine och Yngve Fredriksén (som då var anställd arkitekt hos Erskine).
Lågdelen i två våningar fick fasader i rött tegel. Kontorsdelen uppfördes i sex våningar och dess fasader kläddes med fasadglas i blågrön färgton. Det var en för tiden relativt ny fasadbeklädnad, konstruerad som curtain wall. Fönstren var bara öppningsbara i överkant och fasaderna och fönstren behövde därför putsas utifrån, från en speciell korg som hänger ner från taket, en av de första i landet.
Byggnaden blåklassades år 2006 av Stockholms stadsmuseum, vilket är den högsta klassningen som innebär "bebyggelse vars kulturhistoriska värde motsvarar fordringarna för byggnadsminnen i kulturminneslagen". Förutom kontor och kafferosteri nyttjades fastigheten också som lager med bananmogningsrum, samt som Sveriges första hämtgrossist för svenska livsmedelsbutiker, restauranger och storkök. 

### Fastigheten i Slakthusområdet idag
Gatuplanet som tidigare var Möller & Co:s partihandel och lager, var under några år ett av Onninens och Rexels försäljningsbutiker. Idag används lokalerna för diverse lager och logistik inför kommande utveckling av området. De övre kontorsvåningarna stod tomma under många år, men nyttjades under några år 2010-2017 för bland annat ett konstnärskollektiv.  Runt 2014-15 renoverades fasaden och sedan 2017-18 är även den överliggande kontorsdelen renoverad och hyrs nu ut som kontorslokaler av fastighetsägaren Castellum. Renoveringen var mycket varsam och nominerades till ROT-priset 2023.  

### Fotografier

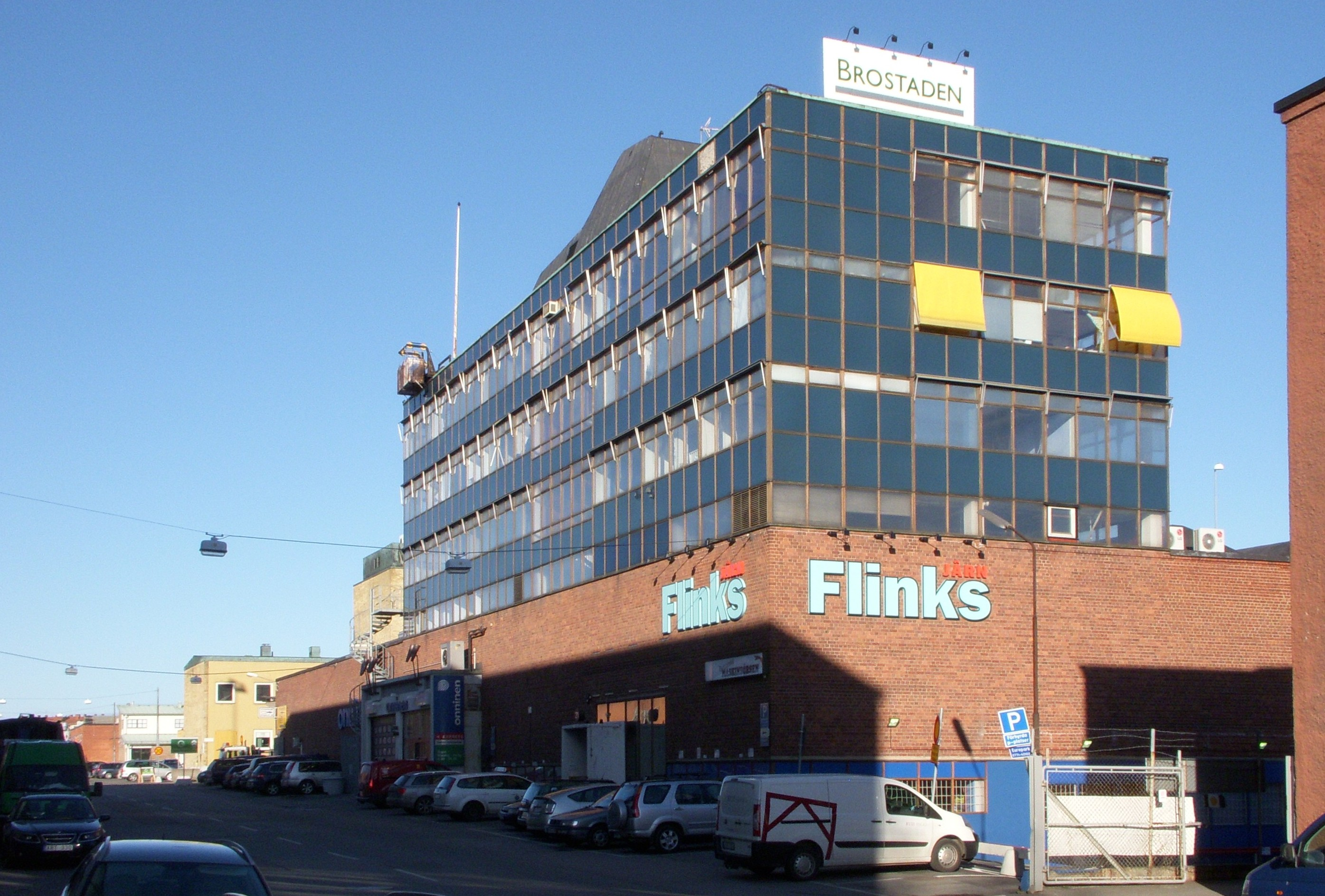
Fastigheten 2010
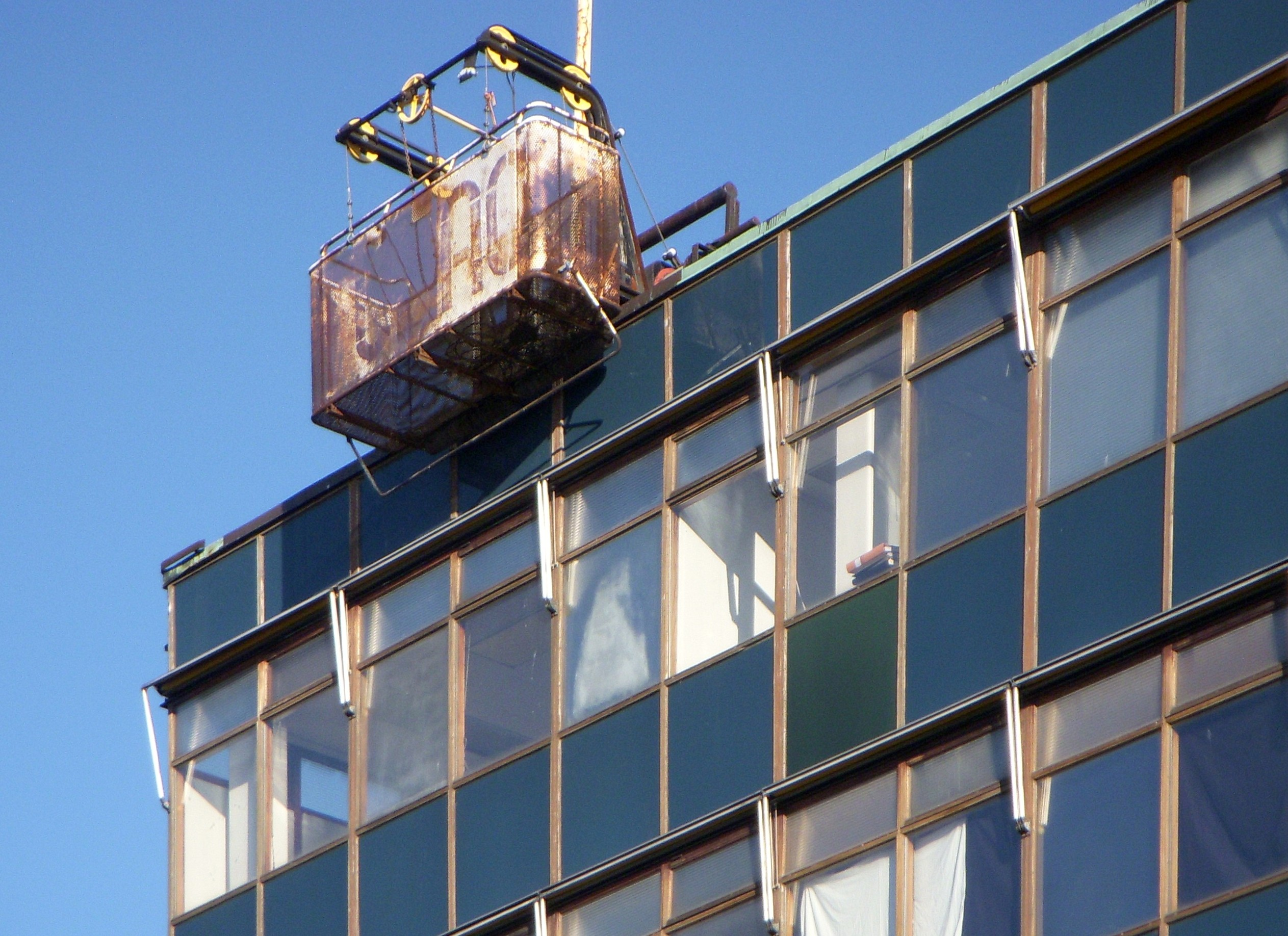
Korg för rengöring av glasfasaden
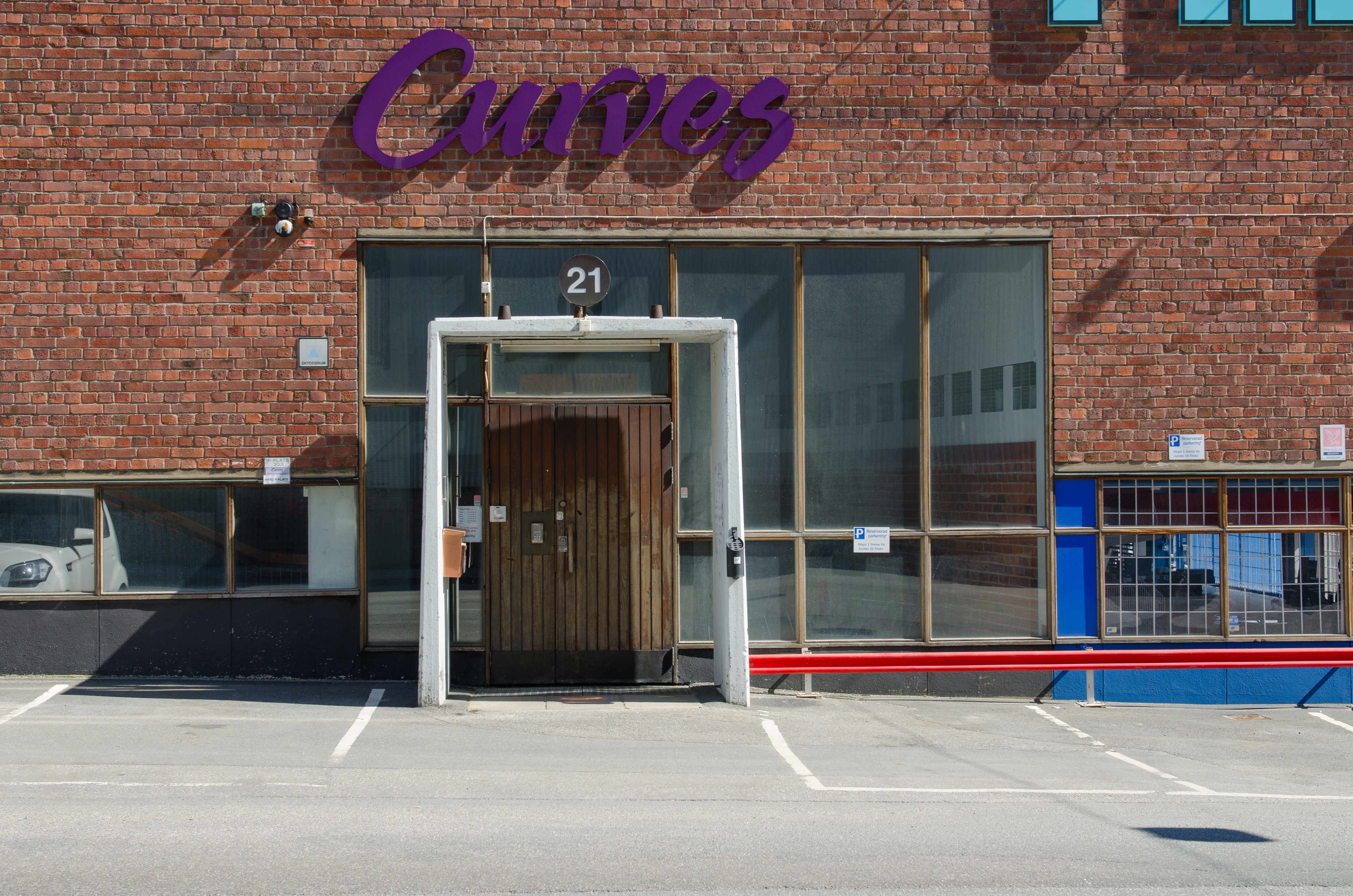
Entré från Hallvägen 21, ca 2010
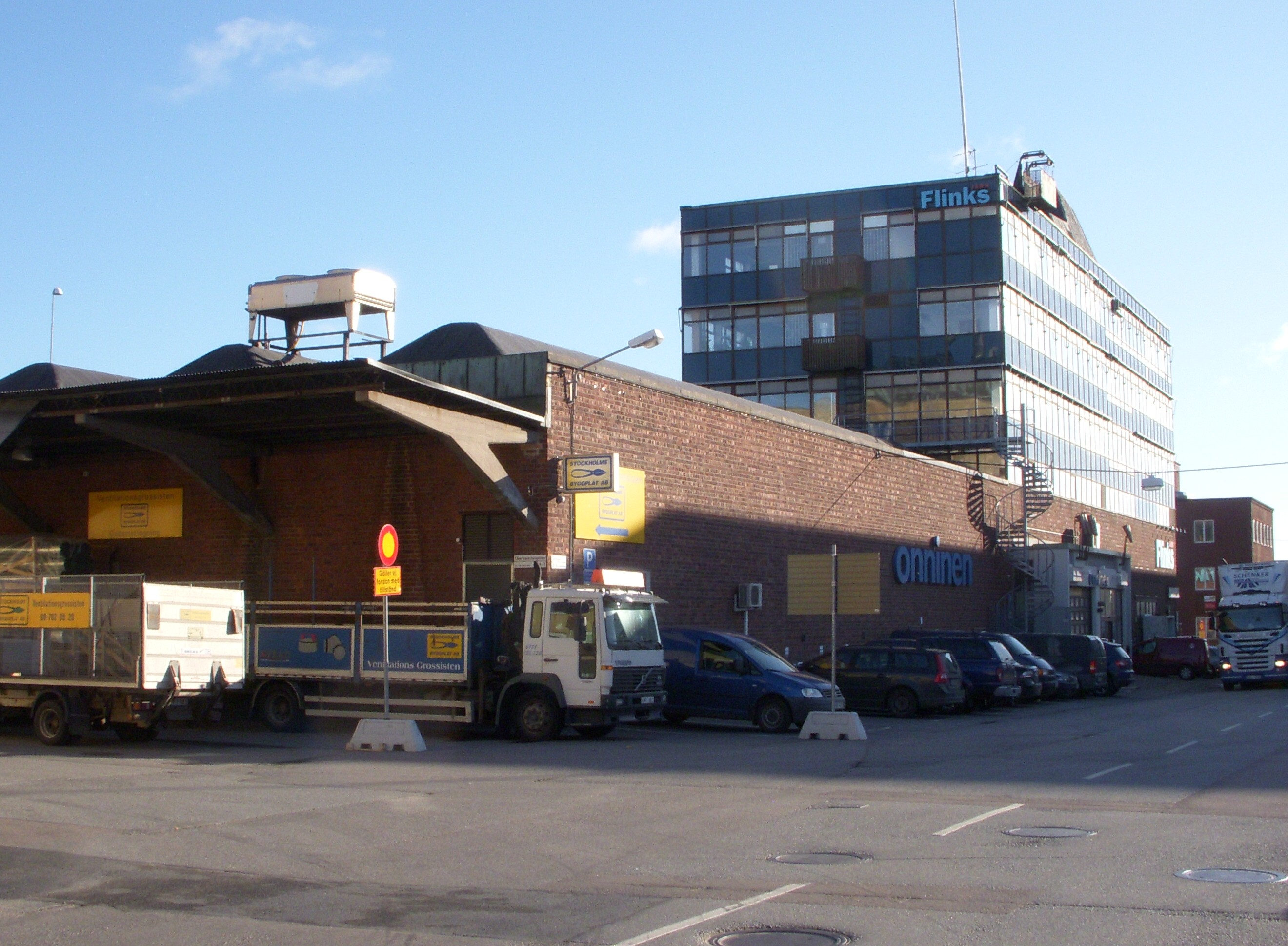
Fastigheten 2010
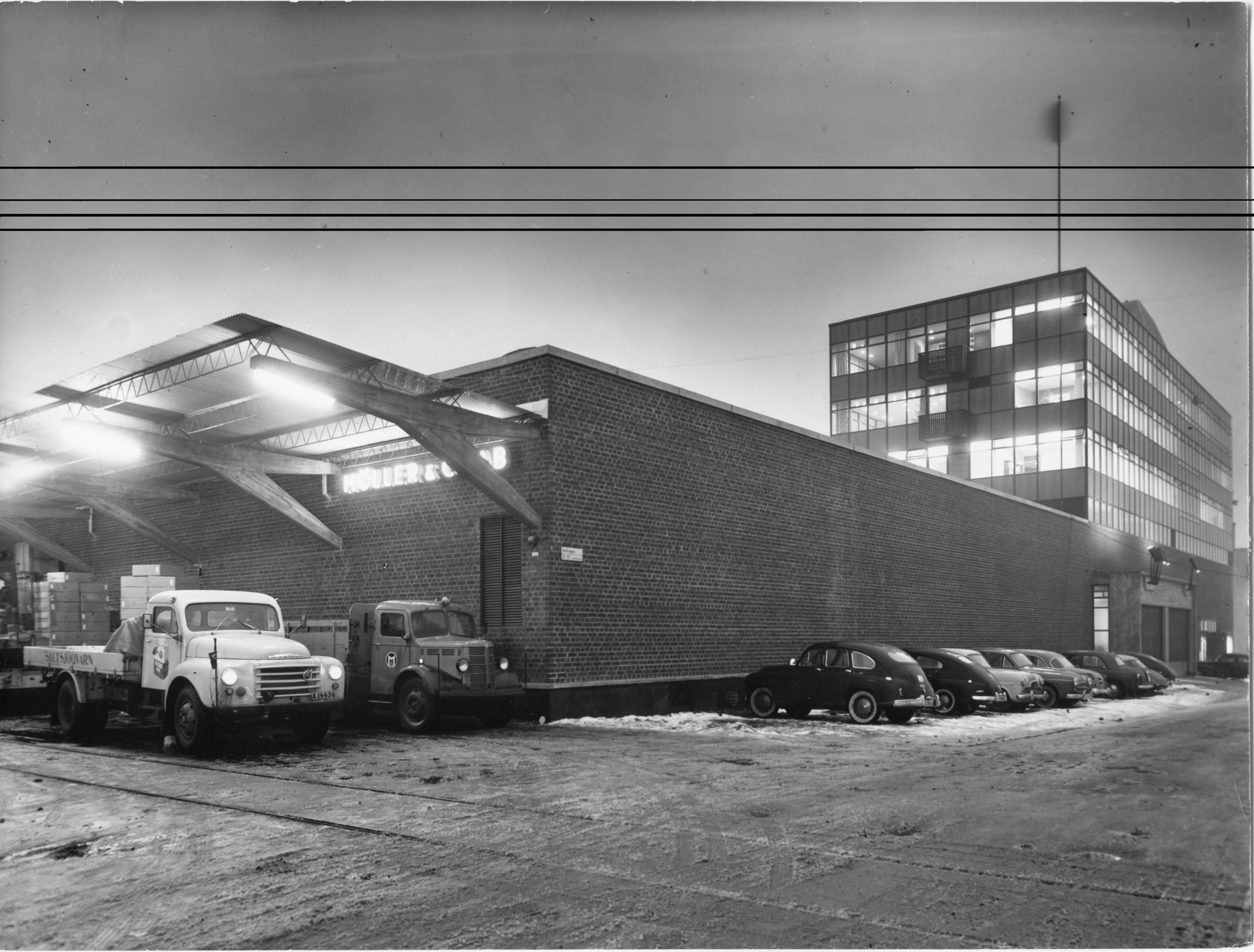
Byggnaden som nybyggd 1955

## Kaffesortiment
- Regina
- Drott

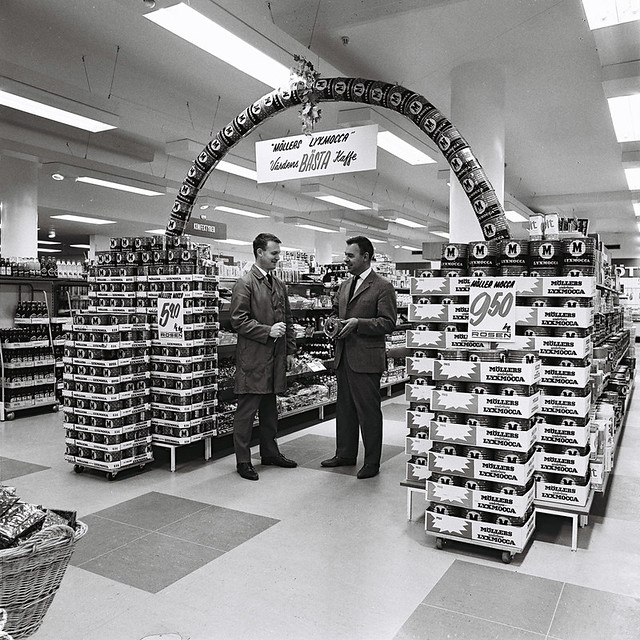
Kaffeförsäljning

- Möllers Lyxmocca, byggt på drygt 50 procent Brasilkaffe samt kaffe från Colombia, Costa Rica och Guatemala. Mocca från Etiopien samt en aning Kenyakaffe.[5] Kaffeburken var vanlig som motiv på den tidens bärkassar, med slogan "Värdens bästa kaffe".